# 安加拉航空200号班机事故
安加拉航空200号班机是由俄罗斯安加拉航空公司运营的自贝加尔国际机场飞往尼兹涅昂加斯克机场的国内航班。2019年6月27日，此班机起飞时发动机出现故障，于降落时撞楼。机上43名乘客全部生还，4名机组人员中的机长和飞行工程师身亡。

## 班机资料和事故过程
本次执飞200号航班的是安托诺夫安-24型双涡桨发动机飞机，注册编号RA-47366，制造商序列号77310804。该机于1977年首飞，机龄已有42年。事发当日，飞机自贝加尔机场起飞，左侧发动机发生故障。其于尼兹涅昂加斯克机场降落时偏离跑道，撞上附近污水处理厂大楼，导致两名机组人员死亡。事故引发了大火，导致飞机报废。

## 事后调查
国际航空委员会已开展对此事故的调查。有关当局另外展开了刑事调查。